# Kurt Beringer

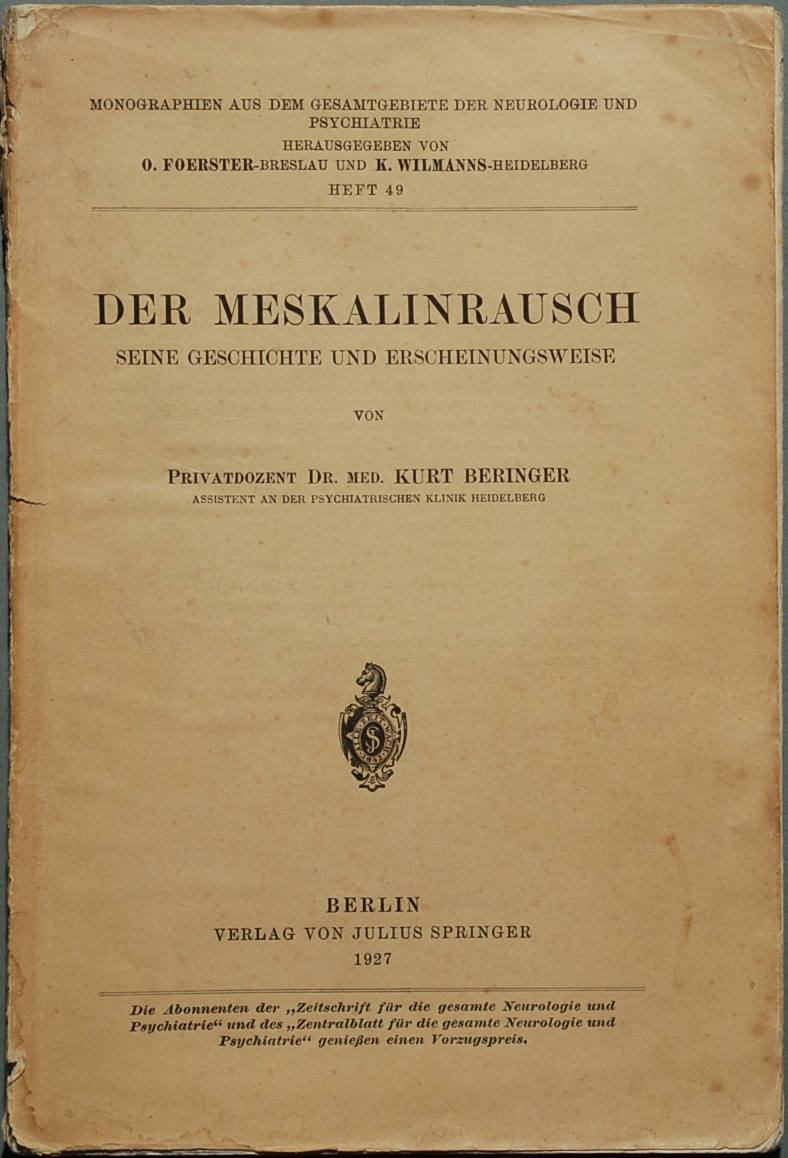
Der Meskalinrausch. Habilitationsschrift Kurt Beringers, 1927

Kurt Beringer (* 24. Juni 1893 in Ühlingen; † 11. August 1949 in Freiburg im Breisgau) war ein deutscher Neurologe, Psychiater und Hochschullehrer, der ein Pionier der Drogenforschung und Psychonautik war.

## Erste Jahre, Studium und Berufseinstieg
Kurt Beringer war Sohn des Unternehmers Emil Beringer und dessen Ehefrau Wilhelmine, geborene Binder. Er legte am humanistischen Großherzoglichen Gymnasium in Karlsruhe 1911 die Reifeprüfung ab und studierte danach an der Universität Heidelberg und Kiel Medizin. Seit 1911 gehörte er der Burschenschaft Allemannia Heidelberg an. Von 1915 bis 1918 nahm er am Ersten Weltkrieg teil als Feldunterarzt an der Ostfront. Nach Kriegsende beendete er 1919 in Heidelberg das Medizinstudium mit dem Staatsexamen, erhielt die Approbation und wurde dort 1920 zum Dr. med. promoviert.
Von 1919 bis 1920 war er unter Ludolf von Krehl an der Medizinischen Klinik in Heidelberg tätig. Danach arbeitete er für zwölf Jahre an der Psychiatrischen und Neurologischen Universitätsklinik Heidelberg unter Karl Wilmanns, wo er seine Ausbildung zum Facharzt für Psychiatrie und Neurologie absolvierte. 1924 unterbrach er seine Tätigkeit in Heidelberg für ein Jahr, um als Nervenarzt in Karlsruhe zu praktizieren und kehrte danach wieder an die Universität zurück.
1925 habilitierte sich Beringer in Heidelberg mit einer Schrift über die Geschichte und Erscheinungsweise des Meskalinrausches, die 1927 veröffentlicht wurde. Diese psychiatrisch-explorative Untersuchung diente Beringer zur Analyse pathologischer Bewusstseinsphänomene, bei der Ärzte und Medizinstudenten in Selbstversuchen nach Meskalininjektionen ihr Rauscherleben protokollierten. Beringer befand sich in der Tradition der Heidelberger Drogenforschung, bei der er sich wie sein Kollege Wilhelm Mayer-Gross (1889–1961) „sublimer Untersuchungen“ von Kaffee und Tee aber auch Morphin, Meskalin und Kokain widmete.

## Hochschullehrer in München und Freiburg
Anfang Januar 1928 war er ebenso wie Mayer-Gross als Vertreter der klinischen Psychopathologie Mitbegründer der Fachzeitschrift Der Nervenarzt. 1928 unternahm er als Vertreter der Psychiatrie und Neurologie an der deutsch-russischen Syphilisexpedition in die Burjato-Mongolei teil. Er erhielt 1931 in Heidelberg eine außerordentliche Professur.
Anfang November 1932 folgte er August Bostroem als Oberarzt an der Münchner Universitätsklinik unter Oswald Bumke nach und wurde dort zum außerordentlichen Professor ernannt. Beringer nahm Anfang April 1934 einen Ruf an die Universität Freiburg an, wo er bis zu seinem Tod als Professor für Psychiatrie und Neurologie wirkte und als Nachfolger von Alfred Hoche auch die örtliche Psychiatrische und Nervenklinik leitete. Mehrfach lehnte er Berufungen an andere Universitäten ab, so nach Tübingen (1935), nach Köln sowie Prag (1938), Straßburg (1941) und Frankfurt (1945). In Freiburg trieb er die Modernisierung der Klinik voran und führte für Patienten die Arbeitstherapie ein. Des Weiteren richtete er Laboratorien und eine Röntgenabteilung ein.

## Zweiter Weltkrieg
Während des Zweiten Weltkrieges war er von 1939 bis 1942 beratender Militärpsychiater im Wehrkreis V in Freiburg tätig und in dieser Funktion auch zeitweilig während des Deutsch-Sowjetischen Krieges bei der 4. Armee eingesetzt. In die NSDAP wurde Beringer nach einem Aufnahmeantrag vom 31. Mai 1941 durch „Gnadenerweis des Führers“ zum 1. Juli desselben Jahres aufgenommen (Mitgliedsnummer 8.401.597), da er von 1925 bis 1932 einer Freimaurerloge angehört hatte. Er soll Wert darauf gelegt haben, dass seine Assistenten in der Partei oder einer ihrer Gliederungen Mitglied waren.  Beringer war im klinischen Alltag des „Dritten Reiches“ unbestritten ein Befürworter der Zwangssterilisation. Auch wenn er ein Gegner der Euthanasie war, führte dies nicht dazu, dass nach Kriegsbeginn die routinemäßigen Transporte nach Emmendingen aufhörten. Die Abholung der Patienten in den Grauen Bussen endete für viele Patienten mit dem Tod zunächst in der NS-Tötungsanstalt Grafeneck beziehungsweise später dann in der NS-Tötungsanstalt Hadamar. Dennoch rettete er Psychiatriepatienten, indem er sie in der Universitätsklinik verbarg.

## Nachkriegszeit
Nach Kriegsende wurde er im Rahmen der Entnazifizierung als politisch unbelastet eingestuft. Nach erneuter Berufung war er von 1945 bis 1946 Dekan der medizinischen Fakultät der Universität Freiburg, die er reorganisierte. Er war maßgeblich am Aufbau der Neurochirurgischen Klinik beteiligt. Seine Forschungsschwerpunkte waren die Drogenforschung, die forensische Psychiatrie, die Neurologie und in diesem Rahmen auch medizinisch-juristische Grenzfragen. Des Weiteren war er Autor zahlreicher Aufsätze in Fachzeitschriften. Beringer war seit 1921 mit der Kinderärztin Cornelie verheiratet, das Paar hatte eine Tochter. Am 11. August 1949 starb Beringer infolge einer Lungenembolie. Sein Nachlass befindet sich im Universitätsarchiv der Albert-Ludwigs-Universität Freiburg im Breisgau.

## Schriften (Auswahl)
- Die Sacralanaesthesie mit besonderer Berücksichtigung der Resultate an der Heidelberger Universitäts-Frauenklinik 1914–1918, Dissertation, Universität Heidelberg 1920
- Der Meskalinrausch. Seine Geschichte und Erscheinungsweise, Julius Springer Verlag, Berlin 1927 und Reproduktion 1969 (zugleich Habilitationsschrift, Universität Heidelberg 1925)
- Die Erblichkeit der Schizophrenie. In: Handbuch der Geisteskrankheiten (9 Bände), Band 5: Die Schizophrenie, Springer, Berlin 1932.